# Arraiolos (gemeente)
Arraiolos is een gemeente in het Portugese district Évora. 

De gemeente heeft een totale oppervlakte van 683 km² en telde 7616 inwoners in 2001.

## Plaatsen in de gemeente
- Arraiolos
- Igrejinha
- Sabugueiro
- Santa Justa
- São Gregório
- São Pedro de Gafanhoeira
- Vimieiro